# Lemniscomys mittendorfi
Lemniscomys mittendorfi är en däggdjursart som beskrevs av Martin Eisentraut 1968. Lemniscomys mittendorfi ingår i släktet gräsmöss, och familjen råttdjur. IUCN kategoriserar arten globalt som sårbar. Inga underarter finns listade i Catalogue of Life.
Kroppslängden (huvud och bål) är 85 till 98 mm, svanslängden 75 till 85 mm och vikten varierar mellan 22 och 34 g. Pälsen har på ovansidan en mörkbrun grundfärg samt en svart längsgående strimma på ryggens mitt. Dessutom finns på varje kroppssida åtta ljusa linjer som bildas av ljusa fläckar. Hos de nedre 5 linjerna är det svårt att urskilja de enskilda fläckarna. Pälsen på undersidan är ljus gulbrun på bröstet och annars ljusgrå. Det finns ljusbruna ringar kring ögonen. Den långa svansen är täckt med korta hår och svartaktig på toppen samt ljusbrun till vit på undersidan.
Denna gnagare förekommer i en mindre region vid Mount Oku i västra Kamerun. Arten lever i en bergstrakt mellan 2100 och 2300 meter över havet. Habitatet utgörs av bergsängar.